# 聖摩根 (伊利諾伊州)
聖摩根（英語：St. Morgan）是位於美國伊利諾伊州麥迪遜縣的一個非建制地區。該地的面積和人口皆未知。

## 地理
聖摩根的座標為38°39′44″N 89°41′15″W / 38.66222°N 89.68750°W，而該地的平均海拔高度為154米（即505英尺）。